# 9272 Liseleje
9272 Liseleje eller 1979 KQ är en asteroid i huvudbältet som upptäcktes den 19 maj 1979 av den danske astronomen Richard West vid La Silla-observatoriet. Den är uppkallad efter den danska orten Liseleje.
Asteroiden har en diameter på ungefär 7 kilometer.